# Crossocheilus cobitis
Crossocheilus cobitis är en fiskart som först beskrevs av Bleeker, 1853.  Crossocheilus cobitis ingår i släktet Crossocheilus och familjen karpfiskar. Inga underarter finns listade i Catalogue of Life.